# Tamara Bach
Tamara Bach (ur. 18 stycznia 1976 w Limburg an der Lahn) – niemiecka pisarka literatury młodzieżowej.

## Życiorys
Tamara Bach urodziła się w Limburg an der Lahn w 1976 roku, dorastała w Ludwigshöhe. W wieku 17 lat została nagrodzona podczas prestiżowego spotkania młodych autorów Treffen Junger Autoren. Studiowała germanistykę i anglistykę ze specjalnością nauczycielską w Berlinie. Pracuje dla telewizji oraz przy tworzeniu spektakli teatralnych dla młodzieży. Mieszka w Berlinie.

## Twórczość
Pierwsza książka Tamary Bach Marsmädchen została wydana w 2003 roku i zdobyła liczne nagrody, m.in. Oldenburger Kinder- und Jugendbuchpreis oraz Deutscher Jugendliteraturpreis. W Polsce książka ukazała się pod tytułem Dziewczyna z Marsa w 2005 roku w tłumaczeniu Iwony L. Sol Chudzyńskiej. Jej kolejne powieści zdobyły uznanie i liczne nagrody na niemieckim rynku wydawniczym.

## Książki[6]
- Marsmädchen. Oetinger, Hamburg 2003.
- Busfahrt mit Kuhn. Oetinger, München 2004.
- Jetzt ist hier. Oetinger, Hamburg 2007.
- Was vom Sommer übrig ist. Carlsen Verlag, Hamburg 2012.
- Marienbilder. Carlsen Verlag, Hamburg 2014.
- Vierzehn. Carlsen Verlag, Hamburg 2016.
- Mausmeer. Carlsen Verlag, Hamburg 2018.

## Nagrody i wyróżnienia
- 2002: Oldenburger Kinder- und Jugendbuchpreis, za Marsmädchen
- 2003: LUCHS (September), za Marsmädchen
- 2003: Eule des Monats (September), za Marsmädchen
- 2004: Deutscher Jugendliteraturpreis, za Marsmädchen
- 2007: Feuergriffel: Stadtschreiberstipendium der Stadtbibliothek Mannheim für Kinder- und Jugendliteratur
- 2007: Stipendiatin des Schriftstellerhauses Stuttgart
- 2007: LUCHS (November), za Jetzt ist hier
- 2010: Literaturstipendium des Berliner Senats, za was vom Sommer übrig ist
- 2011: Martha-Saalfeld-Förderpreis, za Marienbilder
- 2012: Kröte des Monats April, za Was vom sommer übrig ist
- 2013: Katholischer Kinder- und Jugendbuchpreis, za Was vom Sommer übrig ist
- 2013: Deutsch-französischer Jugendliteraturpreis
- 2016: Landeskind-Stipendium des Künstlerhauses Edenkoben